# Capitole de l'État du Delaware
Le Capitole de l'État du Delaware, achevé en 1933 par les architectes E. William Martin et Norman M. Isham, se trouve à Dover, capitale de l'État. Il est de style néo-colonial. Des ailes ont été rajoutées en 1965-1970 et 1994. Il est inscrit depuis 1974 au Registre national des lieux historiques.[réf. nécessaire]